# MEG 41–49
Die schmalspurigen (1000 mm) Tenderlokomotiven MEG 41–49 und 49II der Mittelbadischen Eisenbahnen AG (MEG) waren Dampflokomotiven, die speziell für den innerstädtischen Betrieb in der Oberrheinischen Tiefebene von der Elsässischen Maschinenbau-Gesellschaft Grafenstaden 1893 bis 1898 gebaut wurden. Die Lokomotiven standen bis in die 1960er Jahre in Betrieb und wurden dann ausgemustert.
Die MEG 46 ist bei der Museumsbahn Selfkantbahn erhalten.

## Geschichte
Für die schmalspurigen Vorortbahnen um Straßburg und für andere Strecken im Großherzogtum Baden wurden nach 1890 zwölf Lokomotiven beschafft. Die Lokomotiven wurden unter dem Gesichtspunkt konstruiert, dass sie im Innenstadtbereich eingesetzt werden sollten. Deshalb sollte eine Behinderung des sonstigen Verkehres und der damals vorherrschenden Pferdefuhrwerke vermieden werden. 1899 wurde die letzte Lokomotive mit der Fabriknummer 4899 ausgeliefert, sie erhielt später die Nummer MEG 49 in zweiter Besetzung.
Als 1923 die Grenzen in diesem Gebiet neu gezogen wurden, wurden die Fahrzeuge der Straßenbahn Lahr von den Mittelbadischen Eisenbahnen übernommen und als MEG 41–49II bezeichnet. Zwei weitere Lokomotiven von Grafenstaden wurden 1901 geliefert. Sie unterschieden sich von der vor 1900 gebauten Serie durch die unten eingezogene Führerhausrückwand.
Die für das badische Netz beschafften Lokomotiven waren auf den Strecken von Kehl nach Bühl (MEG 41–44) sowie Kehl–Offenburg eingesetzt. Einschränkungen gab es mit der Anlieferung der Triebwagen MEG T 1 bis T 8, MEG T 11 und MEG T 12 und T 13, sodass die Lokomotiven MEG 42 und 44 bereits in den 1930er Jahren ausgemustert werden konnten.
Die MEG 41 musste nach dem Zweiten Weltkrieg nach Straßburg abgegeben werden und wurde dort 1950 ausgemustert. Die restlichen Fahrzeuge waren bis Ende der 1950er Jahre im Einsatz und wurden dann ausgemustert. Die MEG 46 blieb als letzte bis 1963 in Betrieb. Sie blieb erhalten und wurde 1969 von der Deutschen Gesellschaft für Eisenbahngeschichte übernommen. Nach Auflösung der Schmalspursammlung in Viernheim 1989 war sie in Bruchhausen-Vilsen eingelagert, seit 1997 ist die Lokomotive bei der Museumsbahn Selfkantbahn als nichtbetriebsfähiges Exemplar vorhanden.

## Konstruktion

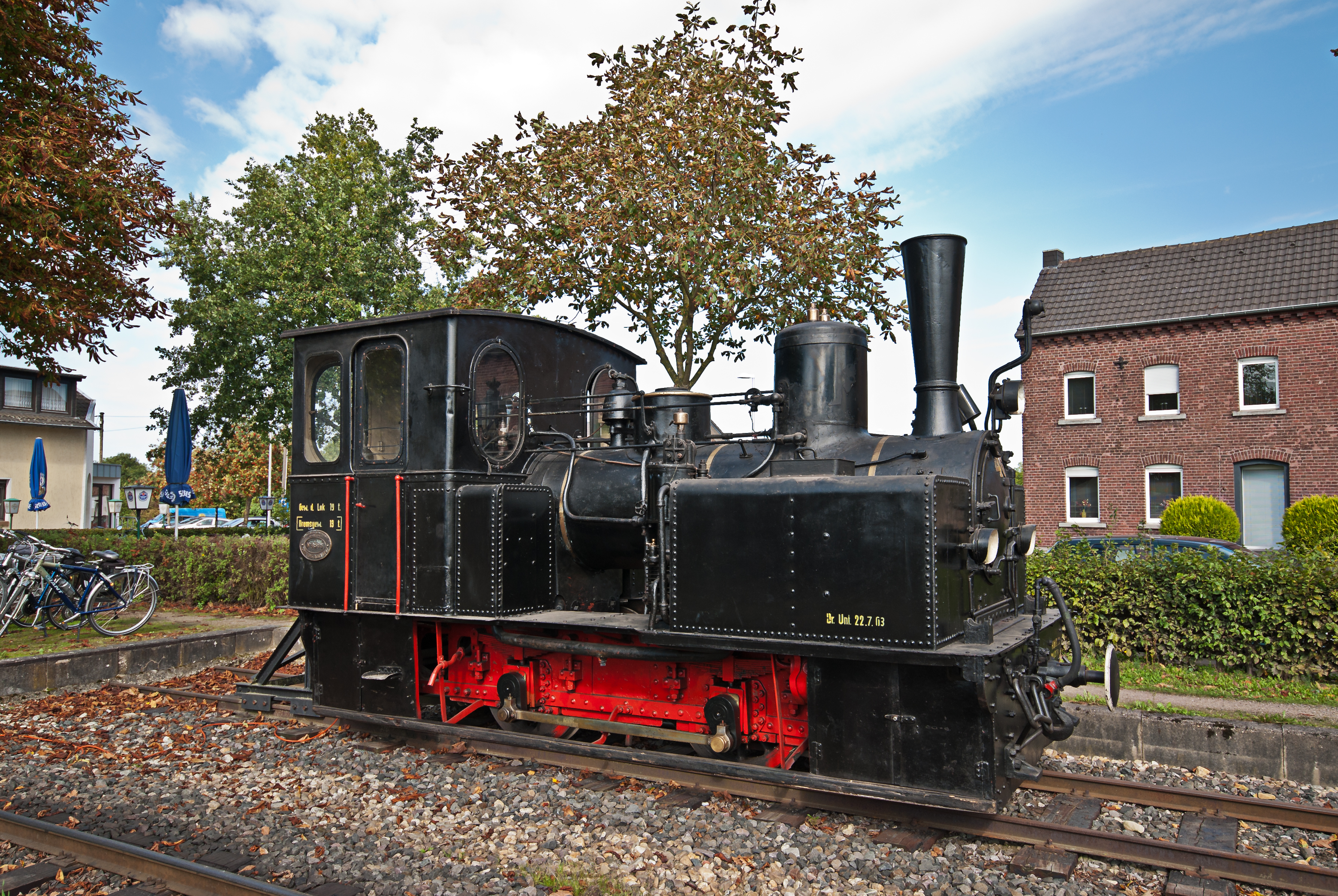
Erhalten gebliebene Lok ME 46 bei dem Museumsbahn Selfkantbahn (2013)

Im Gegensatz zu anderen Straßenbahnlokomotiven, bei denen die Antriebsanlage verkleidet und mit Außenrahmen ausgelegt waren, wurden die MEG 41–49 mit einem Innentriebwerk ausgerüstet. Sie besaßen eine gekröpfte Treibachse und innen angeordnete Zylinder, außerdem waren zwischen den Rädern auf äußeren Aufsteckkurbeln angeordnete Kuppelstangen vorhanden. Mit dieser Antriebskonfiguration erreichten sie die für Dampflokomotiven auf Schmalspurbahnen hohe Geschwindigkeit von 50 km/h. Ursprünglich waren die gesamten Triebwerksseiten verkleidet, später wurden die mittleren Abdeckbleche entfernt. Da das Innentriebwerk sehr klein und leicht war, wurden als Gegenstück zum Stehkessel die seitlichen Wasserkästen an die Rauchkammer vorgeschoben, was einen Zwischenraum zwischen ihnen und den vor dem Führerstand platzierten Kohlenkästen ergab. Daraus ergab sich der Vorteil der besseren Wartung des Stehkessels.
Die Lokomotiven MEG 41–44 besaßen an den Führerhausstirnseiten rechteckige Fenster, während die später gelieferten Loks runde Fenster erhielten. Die Lokomotiven besaßen eine Mittelpufferkupplung mit darunter angeordnetem Zughaken, einen Dampfdom und einen Handsandstreuer sowie ein Dampfläutewerk. Auf dem Führerhaus war ein Lüftungsaufsatz vorhanden. Die indirekte Bremse von Knorr wurde ebenso wie die elektrische Beleuchtung mit einem Turbogenerator nachträglich eingebaut.